# Roberto Pettinato (padre)
Roberto Pettinato (Buenos Aires, 3 de septiembre de 1908-Buenos Aires, 11 de agosto de 1993) fue director nacional de Institutos Penales durante el gobierno de Juan Domingo Perón y creador de la Escuela Penitenciaria de la Nación.
Obtuvo el grado de inspector general del Servicio Penitenciario Federal, desempeñándose como director nacional de la Penitenciaría.

## Vida familiar
Nació el 3 de septiembre de 1908 en la Ciudad de Buenos Aires. Sus padres fueron Rosalía Cianciarulo y Antonio Pettinato.
Sus estudios medios los completó hasta el tercer año en una Escuela Nacional de Comercio de la Ciudad de Buenos Aires.
Además fue profesor de la disciplina jiu-jitsu, arte marcial japonés que abarca una variedad amplia de sistemas de combate basado en la defensa «sin armas».
Casado con Clara Anderson de Fyhn (1926 - 23 de mayo de 2006), ferviente admiradora de Eva Perón.

## Su carrera penitenciaria
Ingresó al Servicio Penitenciario Federal el 21 de agosto de 1934 como ayudante principal. Recorrió todo el escalafón penitenciario hasta alcanzar el máximo grado.
Según el dictador argentino Alejandro Agustín Lanusse (1918‑1996), Pettinato fue uno de los tres organizadores ―junto a la líder peronista Eva Perón (1919‑1952) y el dirigente sindical Cipriano Reyes (1906‑2001)― de los hechos del 17 de octubre de 1943, que fungieron como origen del peronismo.
El 8 de enero de 1947 fue nombrado director general de Institutos Penales.
El 2 de enero de 1948 asumió la dirección de la Escuela Penitenciaria de la Nación a efectos de encarar su organización y designar al personal directivo.
La escuela fue el primer instituto de formación y capacitación penitenciaria de América Latina, y uno de los primeros del mundo.
La Escuela Penitenciaria de la Nación ―donde se formó a los primeros agentes penitenciarios de acuerdo al estatuto de 1946― tuvo su primera sede en la Penitenciaría Nacional sita en la avenida Las Heras, del barrio porteño de Palermo. (Ese predio actualmente está ocupado por el parque Las Heras). Fue designado profesor de la cátedra «Orientación profesional penitenciaria y visitas extraordinarias» en dicha institución formativa.
Luego el 14 de agosto de 1953 fue confirmado como director nacional de Institutos Penales. Dispuso eliminar los grilletes y erradicar el uso del uniforme a rayas amarillo y negro que lucían los presos hasta el momento. También resolvió clausurar el penal de máxima seguridad de Ushuaia. Después del golpe militar de 1955 que instauró la dictadura autodenominada Revolución Libertadora debió exiliarse en Ecuador.
Con la vuelta de la democracia, en 1963 pidió su reincorporación esta vez en la Policía Federal Argentina.
Anecdóticamente, en 1973 participó en la recaptura de Robledo Puch:
«En eso salió de la brigada el entonces jefe de Institutos Correccionales, Roberto Pettinato, quien había llegado para llevarse a Robledo Puch de regreso a La Plata. Frente a los medios, el funcionario encaró a la madre: “Señora, quédese tranquila que vamos a tratar al chico con todo lo que haga falta. Incluso el doctor [Raúl] Matera ha ofrecido sus servicios y su clínica”».

## Su legado y reformas
Roberto Pettinato fue un destacado penitenciarista a nivel nacional e internacional, que erradicó los viejos trajes a rayas y el 21 de marzo de 1947 cerró el Penal de Ushuaia
por razones humanitarias.
Su actuación más destacada fue en el Primer Congreso de las Naciones Unidas sobre Prevención del Delito y Tratamiento del Delincuente (celebrado en la ciudad suiza de Ginebra, entre el 22 de agosto y el 3 de septiembre de 1955) que concluyó con la aprobación de las «reglas mínimas para el tratamiento de los reclusos».
Promovió las reformas que introdujeron a mediados de la década de 1950 el principio de la resocialización como pilar en el trato de las personas recluidas en el sistema penitenciario.
Pettinato, director general de Institutos Penales de la Nación a partir del 25 de enero de 1947, instituyó como premisas centrales de su gestión la dignificación y el desagravio a las víctimas de los penados. Delineó los puntos principales de su programa de la reglamentación de la ley n.º 11.833, un régimen de producción penal, el aumento del peculio de los penados, la atención y contención hacia la familia de los presos, la supresión del uniforme a rayas, y la formación profesional de los sujetos que cumplieran su condena en los establecimientos penales. Su gestión creó la Escuela Penitenciaria de la Nación.
Tomó las ideas de José Ingenieros y la célebre frase de 1811, luego inserta en la Constitución de la Nación Argentina de 1853:

Las cárceles de la Nación deben ser sanas y limpias, para seguridad y no para castigo de los reos detenidos en ellas.

Roberto Pettinato promovió la alfabetización de los presos.
Su acción profundizó la obra de Juan José O’Connor (1890‑1942) y el coronel Rómulo Paez con gran audacia.
Creó la Escuela Penitenciaria de la Nación, que es una de las escuelas de formación de agentes carcelarios más antiguas del mundo.
La Biblioteca de la Unidad Penal 9 del Servicio Penitenciario Bonaerense lleva el nombre de Roberto Pettinato.

### Principales medidas como director de la Penitenciaría Nacional
- 1946: En la Penitenciaria Nacional se utiliza como medio de tratamiento el Régimen Atenuado de la Pena.[20]
- 1947 (21 de marzo): cierra el Penal de Ushuaia.
- 1948: Asume la dirección de la Escuela Penitenciaria de la Nación.
- 1949: Establece el "Día del Agente Penitenciario" en el día de la patrona de la institución, la Virgen del Carmen, como el 16 de julio.
- 1953: Crea la Dirección Nacional de Institutos Penales.
- 1955- En las Naciones Unidas, se aprueba las Reglas Mínimas de tratamiento de reclusos, con importante participación de la Institución.

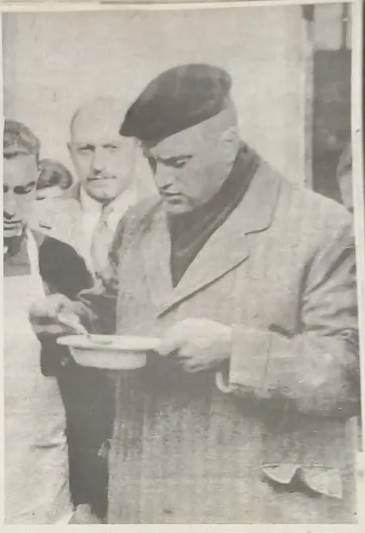
Pettinato comiendo (1955).

## Vida en el exilio
El 16 de septiembre de 1955 estalló el golpe de Estado autodenominado Revolución Libertadora (Argentina). El 20 de septiembre, el presidente Juan Domingo Perón pidió asilo a Paraguay.
Ese mismo día, una vez asilado Perón, el dictador Eduardo Lonardi emitió un bando con el nombre de Decreto n.º 1 por el que se nombra a sí mismo como «presidente provisional de la Nación».
Lonardi disolvió el Congreso Nacional y nombró interventores en varias provincias. Roberto Pettinato culminó sus funciones como director nacional de Penitenciaría el 30 de septiembre de 1955, siendo reemplazado por el abogado Juan Ovidio Zavala (1924‑2023) por órdenes del general Lonardi.
El matrimonio Pettinato debió refugiarse en la embajada de la República del Ecuador en Buenos Aires, donde nació su hijo Roberto, reconocido conductor de televisión y músico argentino.
Estuvieron tres años exiliados en Quito (Ecuador). Pettinato consiguió un trabajo como periodista en una radio de la capital, pero desde Buenos Aires el Gobierno del radical Arturo Frondizi envió un comunicado exigiendo que lo echaran porque era «gente de Perón».
Petinatto continuó su exilio con su familia en Lima (Perú) y después en Santiago de Chile.

## Condecoraciones y reconocimientos
El 31 de enero de 1946, la República del Paraguay le confirió la “Orden Nacional del Mérito en el grado de oficial”.
El 24 de marzo de 1947 la Policía Federal Argentina le entrega una medalla de oro reconociendo su reciente nombramiento como director general de Institutos Penales.
El 12 de diciembre de 1947 la Escuela Nacional de Medicina de la ciudad de Lima (Perú) lo nombra miembro de la Sociedad Peruana de Estudios Penales.
El 21 de agosto de 1950, el comisario general de la Administración Penitenciaria de los Países Bajos lo nombró miembro de honor del Centro de Estudios Penitenciarios y Criminológicos de Holanda.
El 21 de noviembre de 1951 el gobierno de España le acordó el “Diploma y Medalla de Oro al Mérito Social Penitenciario”.
El 30 de mayo de 1954 la República de Ecuador le entregó la “Orden Nacional al Mérito en el Grado de Comendador”.
La Asociación Brasileña de Prisiones le otorgó la medalla “Grande Mérito Penitenciario”.
El 20 de agosto de 1954 la República de Chile lo condecoró con la orden de Bernardo O'Higgins en el grado de comendador.
Se le otorgó el nombre de Inspector General (Retirado) Don Roberto Pettinato a la Alcaidía Penal del Palacio de Tribunales, ubicado en la calle Lavalle n.º 1169 de la Ciudad de Buenos Aires.
Asimismo, el 22 de diciembre de 2005, el presidente de la Nación Argentina, Néstor Kirchner, y el ministro de la Corte Suprema de Justicia de la Nación Argentina, Eugenio Raúl Zaffaroni, impusieron el nombre Roberto Pettinato a la Academia Superior de Estudios Penitenciarios.
Una réplica del sable del inspector general Pettinato es entregado en reconocimiento al titular del Ministerio de Justicia y Derechos Humanos de la Nación.
En abril de 2011, el gobierno de la provincia de Buenos Aires inauguró en la localidad de Olmos la Alcaidía Departamental La Plata, dependiente del Servicio Penitenciario Bonaerense (SPB) con la presencia de su hijo, el conductor televisivo, radial y músico Roberto Pettinato. La nueva dependencia lleva el nombre de su padre.